# Henriette Zimmeck
Henriette Elisabeth Zimmeck (* 24. Juni 1996) ist eine deutsche Schauspielerin.

## Leben und berufliche Entwicklung
Im Jahr 2004 war Zimmeck in der Serie SOKO Leipzig in der Rolle der Jasmin Oschmann zu sehen. Von 2006 bis 2016 spielte sie in der Serie In aller Freundschaft die Nebenrolle der Marie Stein, Tochter des Oberarztes Dr. Martin Stein (Bernhard Bettermann). 2019 hatte sie in der gleichen Rolle einen Gastauftritt. Später studierte sie Medizin. Aus diesem Grund wurde die Rolle der Marie Stein bei In aller Freundschaft neu besetzt, da Zimmeck für die Dreharbeiten aufgrund des Studiums nicht mehr zur Verfügung stehen konnte. 2021 trat Jule-Marleen Schuck ihre Nachfolge in dieser Rolle an. 2022 schloss sie das Medizinstudium in Dresden ab und ist als Ärztin in Leipzig tätig.
Auch Zimmecks älterer Bruder Ludwig Zimmeck (* 1994) war als Nachwuchsschauspieler tätig. 

## Filmografie
- 2003 In aller Freundschaft (Fernsehserie, Folge Die eigenen vier Wände)
- 2004: SOKO Leipzig (Fernsehserie, Folge Vier Zeugen und ein Todesfall)
- 2006–2016, 2019: In aller Freundschaft (Fernsehserie, 58 Folgen)
- 2011: In aller Freundschaft: Was wirklich zählt (Spielfilm)